# Taina

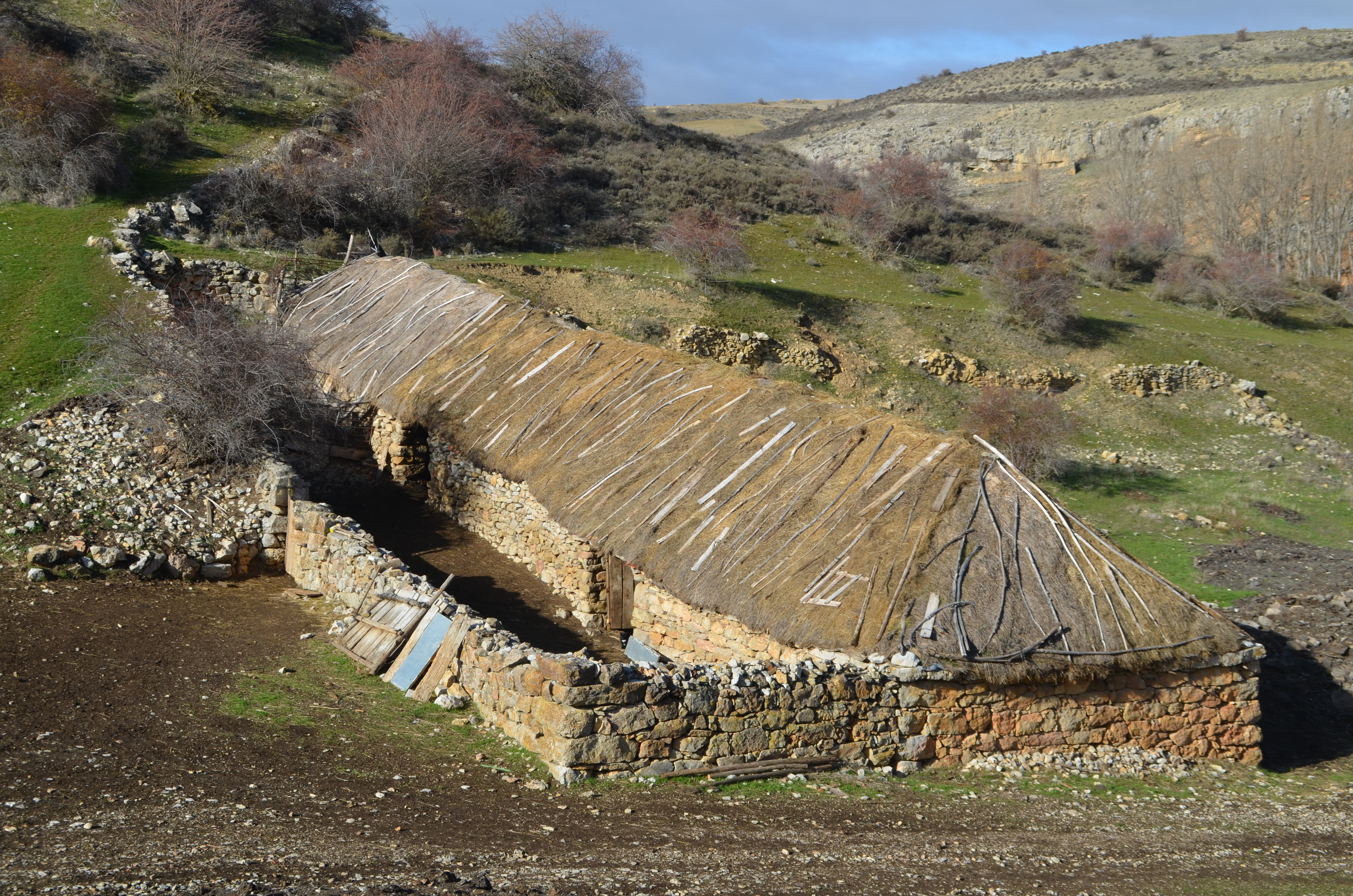
Las tainas predominan en las sierras orientales del Sistema Central y el Sistema Ibérico, entre las provincias de Segovia, Soria, Cuenca, Madrid y Guadalajara.

Taina, teina, tenada, tinada o tiná es una construcción arquitectónica característica de la sierra de Ayllón (entre las provincias de Segovia y Guadalajara), y de otras sierras orientales del Sistema Central y del Sistema Ibérico, en las provincias de Cuenca, Madrid y Soria, que sirve como parideras y como cobertizo o majada para recoger y guardar el ganado en las zonas de alta montaña. Son similares a otras construcciones ganaderas tradicionales del interior peninsular de España, como las tinadas o tenadas, las parideras, el chozón sabinero, las bordas u otros tipos de corrales.
Pueden encontrarse aisladas en la montaña o agrupadas formando las tinadas, dentro de los pueblos o alejados de estos. En algunas ocasiones, las tainas llevan adheridas una vivienda e, incluso, las tinadas han llegado a ser origen de pueblos, como es el caso de Majaelrayo o Roblelacasa, por ejemplo, en la falda oeste del pico Ocejón.
Por las peculiaridades arquitectónicas de la comarca solían construirse en materiales propios de la zona, como la pizarra. De planta rectangular, con dos faldones de cubierta sujetos por un dintel o apoyado sobre dos pilares de madera con base de piedra y muros sustentados por vigas de madera. Se componen de una nave principal donde se aloja al ganado y otra auxiliar donde se guarda la yerba que sirve de alimento en épocas invernales.
En la provincia de Ávila se llama tinada o tenada a un cobertizo para carros y aperos abierto por tres de sus lados, bajo el cual se protegen también las vacas de las inclemencias del tiempo. Está constituido por cuatro postes y techado con hiniesta. No se conocen cobertizos especiales para guardar maquinaria agrícola. El espeso techo de hiniesta de estas tenadas (piorno, leña de encina) sirve de combustible en invierno y en caso de necesidad se usa también la hiniesta que constituye el techo del portal.

## Elementos estructurales

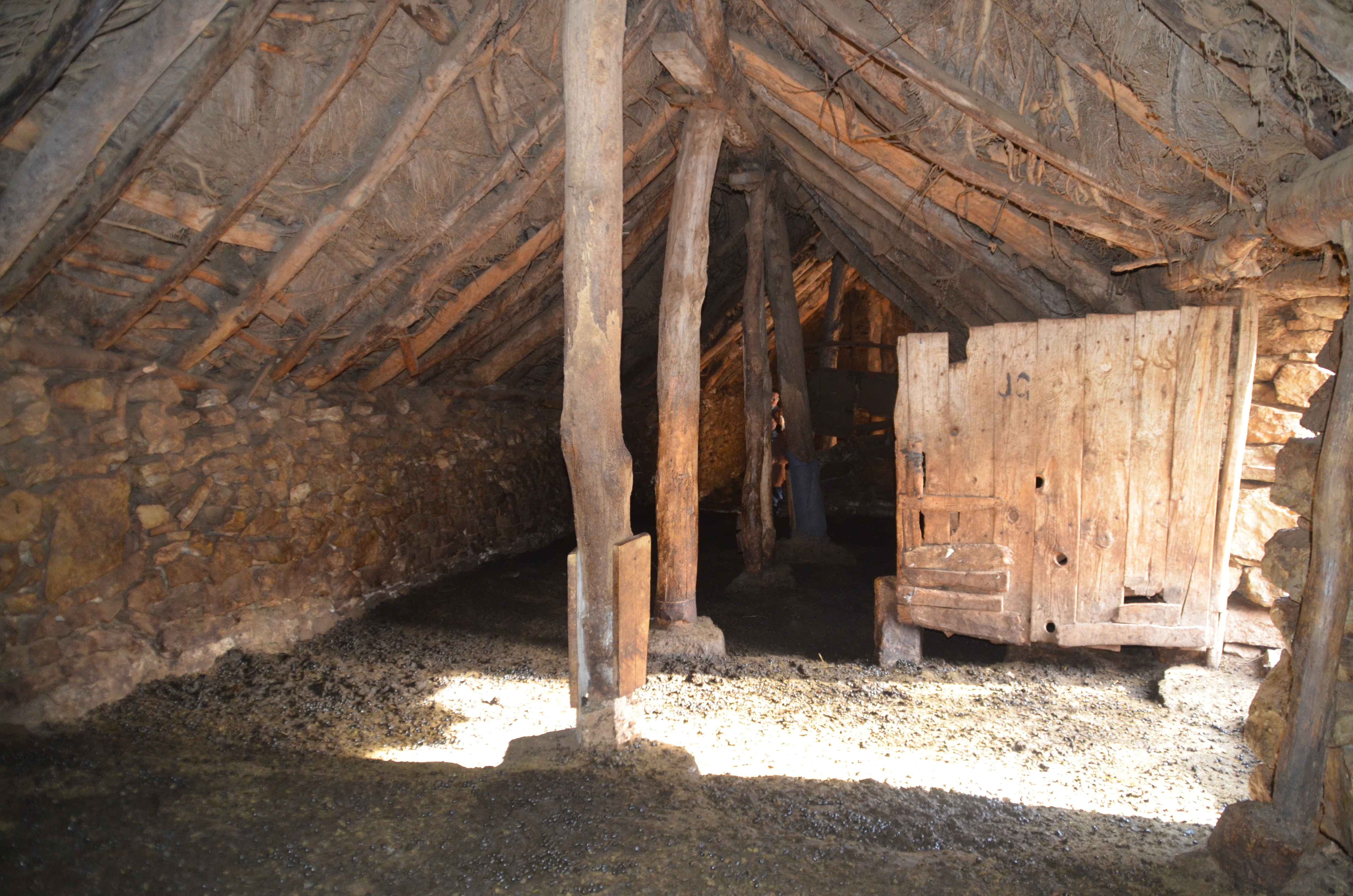
Las tainas están elaboradas con materiales fáciles de conseguir en el entorno próximo en el que se encuentran. Roble, olmo y pino son las especies forestales a las que se recurre para levantarlas y a la paja de centeno y trigo para techarlas.

La taina suele disponer de un tejado techado con cubierta vegetal, sin embargo a diferencia del chozón sabinero este aprisco utiliza una cubierta de naturaleza herbácea, generalmente elaborada con bálagos de centeno o trigo ya que la paja de cebada no es adecuada.
Las tainas suelen tener una planta cuadrangular. Las paredes laterales que delimitan las dos vertientes de la cubierta pueden finalizar en forma de hastial, en los que puede haber una pequeña ventana, o bien en forma de pata de gallina, cuando carecen de hastial. Las paredes de las tainas son de piedra que casi siempre se revoca con barro como aislamiento térmico. La madera empleada suele ser de olmo o de roble, aunque también se usaba el chopo.
La disposición de las vigas y puntales en el interior de una taina es muy peculiar y exclusiva de este tipo de construcción que las diferencia de las parideras. En su interior una única línea de postes descansa sobre grandes peanas de piedra sobre los que a la vez descansan las vigas de la cumbre denominadas aguilones. A su vez, sobre los aguilones descansan los cruceros. La pendiente que presenta la cubierta vegetal es mucho más acusada que la de otro tipo de apriscos, lo que obliga a que la zona de apoyo de los cruceros en la pared esté reforzada con unas vigas especiales, embutidas a la pared para reforzarla, que reciben la denominación de rostrieras. Los cruceros sostienen una densa red de ramas de roble denominada zurriagas, sobre las que a su vez descansa la paja. 
Otra característica de las tainas es que generalmente disponen de dos puertas de dos tamaños diferentes.

## Origen

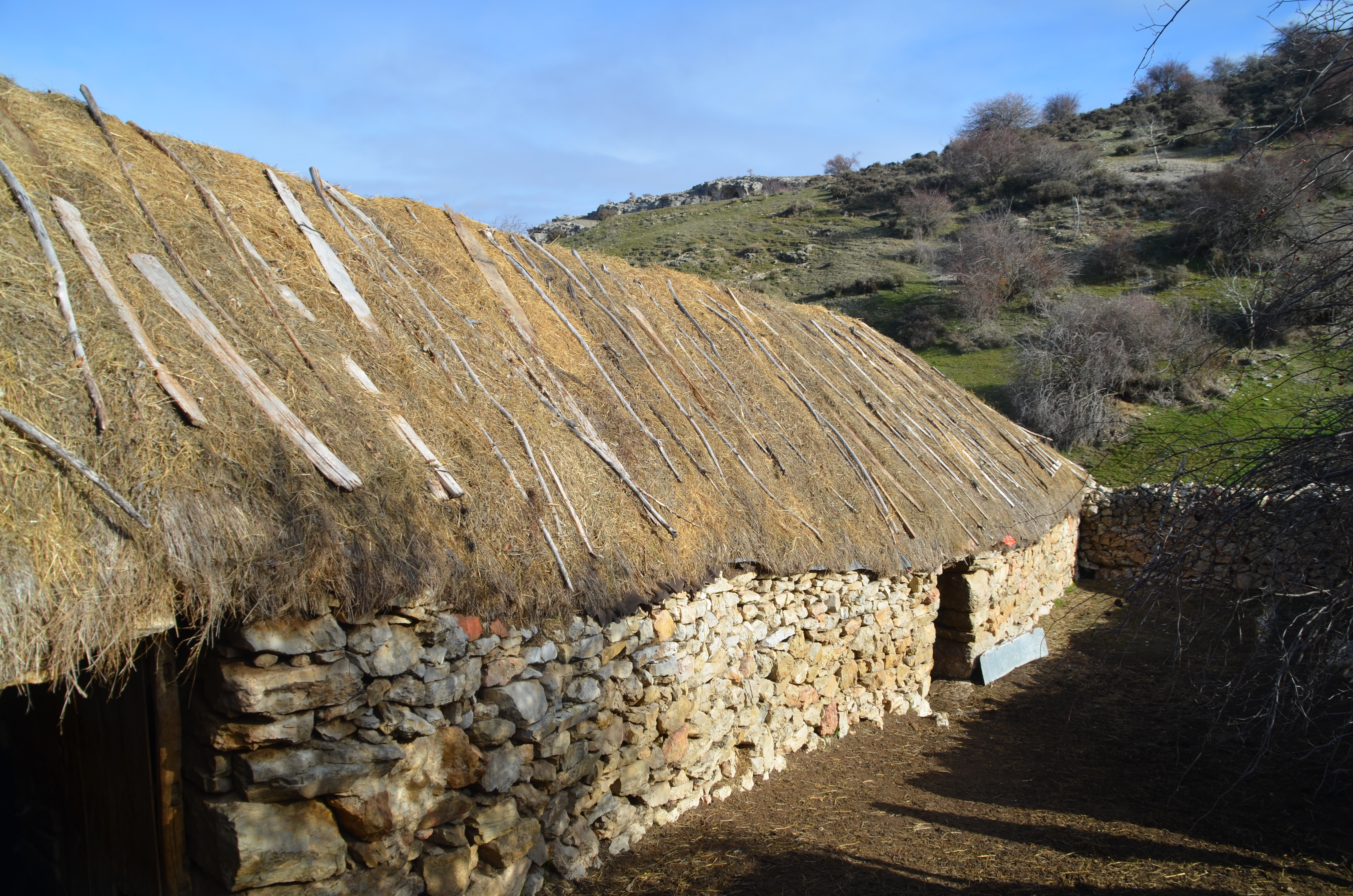
Las tainas requieren de un mantenimiento continuo para conservar en buen estado su techumbre.

Sobre el origen de las tainas existe cierta controversia, ya que se ha sugerido un posible origen céltico para este tipo de edificación. Si bien, otros autores sostienen un origen medieval, emparentándolos con los chozos que se extienden por la ribera del Guadalquivir y por la Cordillera Bética. En algunas comarcas la voz "taina" se utiliza también para referirse a un tipo de aprisco ganadero que estrictamente no puede ser considerado una taina.

## Utilidad

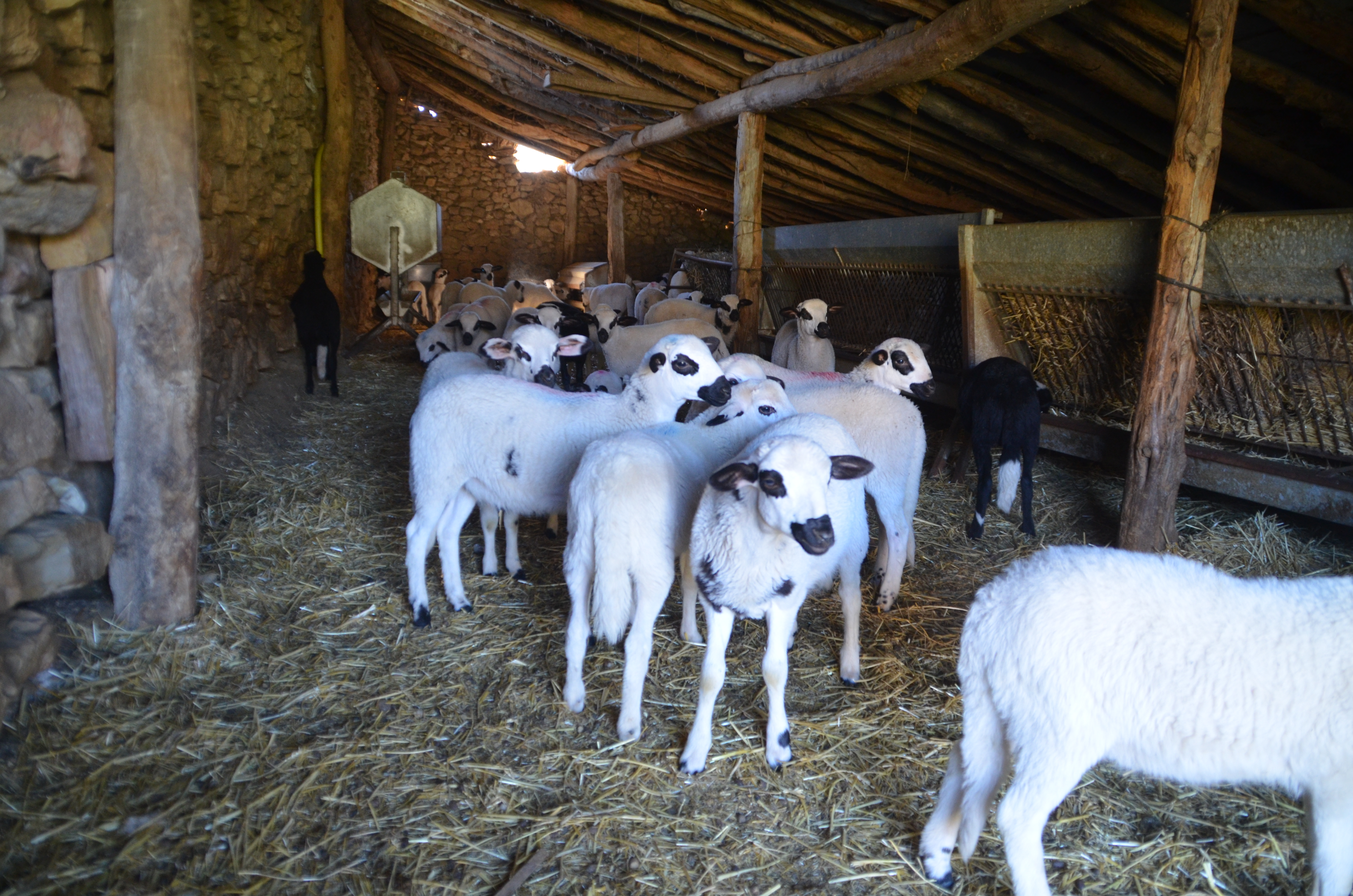
Las tainas se han utilizado para guardar ganado, como ovejas. Esta, en Caracena (Soria).

Los estudios consultados parecen coincidir en que este recurso arquitectónico rural es casi exclusivo del territorio de la raza ovina ojalada del sur de Segovia y Soria y norte de Madrid y Guadalajara, en especial en la zona de influencia de las sierras de Ayllón y Pela. Su uso está destinado a la guarda del ganado lanar, tanto para protegerlo de animales salvajes como para guardarlo en aquellos momentos en que no es llevado a pastar. Están construidas generalmente con muros de piedra, tejado a dos aguas y techumbre de vigas de chopo, pino u olmo.
Concebidas en su origen para un entorno natural más salvaje que el actual, la taina permitió la explotación ganadera en el medio rural frente a la rapiña de animales salvajes como osos, lobos y zorros. Asimismo, permitía dejar sin vigilancia al ganado cuando paría, y dado que el olor de la placenta atraía a los depredadores, el uso de la paridera era fundamental. De igual modo, el período entre el brote de los cereales -alrededor de enero- hasta su siega -entre julio y agosto- obligaba a tener a los animales controlados cuando no estaban pastando, para que no devastaran los sembrados. Además, las razas de ovejas naturales de la península ibérica, más débiles y pequeñas que las actuales, soportaban mal el calor del verano, siendo guardadas durante el día y llevándolas a pastar de noche. La paridera acumulaba, además, el estiércol de los animales, siendo el abono empleado por los agricultores para fertilizar sus campos.
Desde mediados del siglo XX, las tainas han ido perdiendo su antigua función de cobertizo económico y fácil de mantener, por lo que han tendido a desaparecer. En algunos casos han sido restauradas por sus propietarios y destinadas a segunda vivienda, y anteriormente la agrupación de tainas dio lugar a poblaciones.
En la ribera del río Talegones (Soria) hay algunos ejemplos de tainas recuperadas. Se pueden encontrar algunos ejemplos de tainas en Valverde de los Arroyos, con las tinadas del Brezal del Raso y las tainas de Robledo; en La Huerce, con las tainas del Llano, y entre Cañamares y Prádena de Atienza, con las majadas del Bornova y las de la Cañada, entre otras muchas.

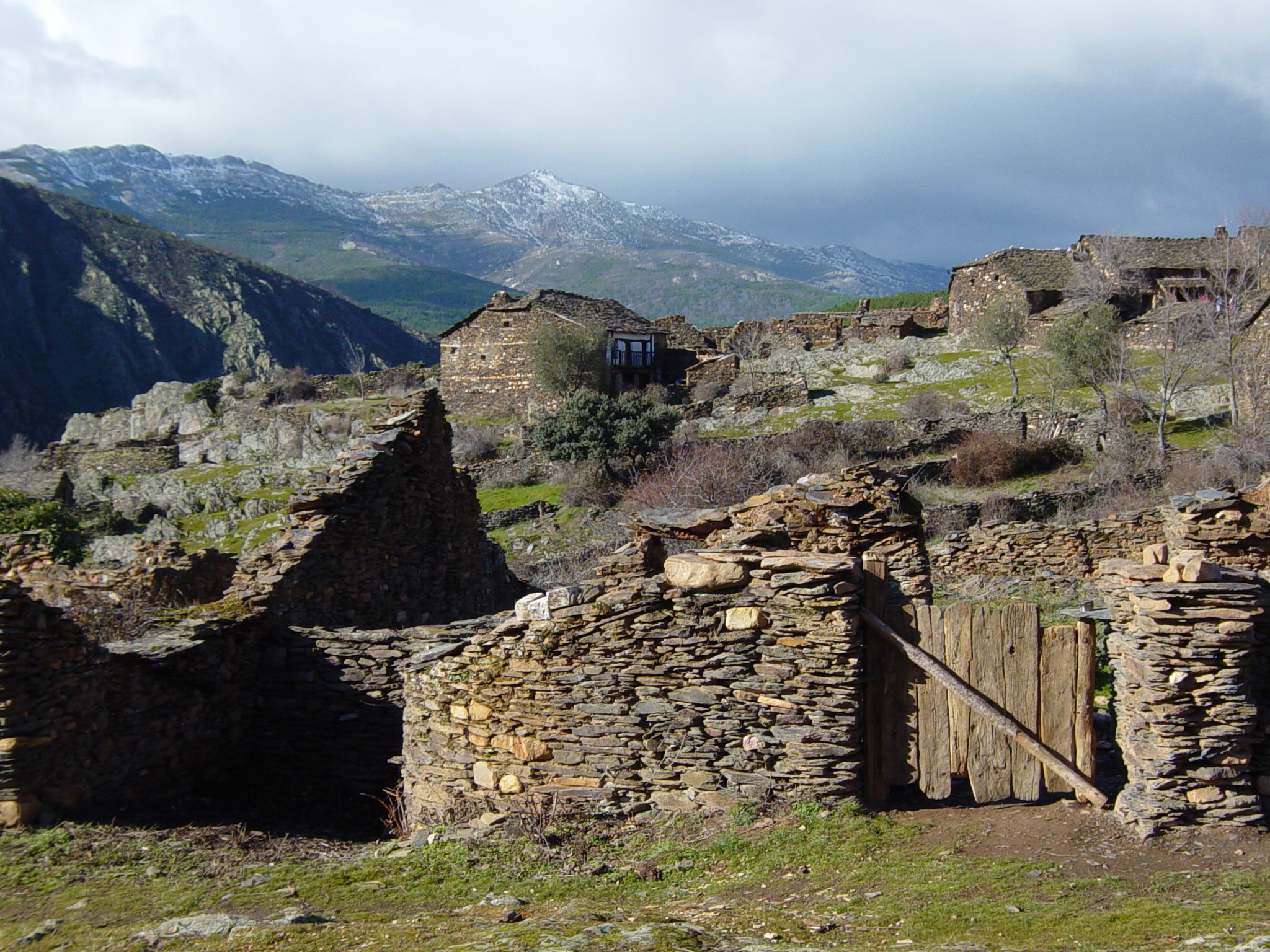
Tinadas abandonadas en un cerramiento de pizarra, al pie del Pico Ocejón (Guadalajara).